# Коваль Сузанна Василівна
Сузанна (Сусанна) Василівна Коваль (24 серпня 1909, с. Козацьке — 1 березня 1978, м. Тернопіль) — українська драматична акторка, авторка спогадів. Мати М. Семчишин. Заслужена артистка УРСР (1955).

## Біографія
Після закінчення школи навчалась у Київському кооперативному училищі.
У Києві виступала в драматичному гуртку письменника Степана Васильченка.
Після закінчення драматичної студії театру «Березіль» (1934) — акторка цього театру.
1938–1941 — в Республіканському українському пересувному театрі в Казахстані.
1944–1951 працювала в театрах у містах Конотоп (Сумська область), Львів, Стрий (Львівська область).
1951–1968 — у Тернопільському українському музично-драматичному театрі (нині академічний театр).
Коваль позувала скульптору Матвію Манізеру для створення образу дівчини-кріпачки у скульптурній групі пам'ятника Т. Шевченкові в Харкові (1935).
Авторка спогадів «Панорама пам'яті» (1976) та про Степана Васильченка.

## Ролі
- Маруся, Палажка («Маруся Богуславка», «Оборона Буші» Михайла Старицького),
- Варка («Безталанна» Івана Карпенка-Карого),
- Аполлінарія («Серце не камінь» О. Островського),
- Маргарита («Мачуха» Оноре Бальзака),
- Леді Мільфорд («Підступність і кохання» Ф. Шіллера) та ін.
- Марія ("Земля" В. Васильченка).